# Мнін
Мнін (пол. Mnin) — село в Польщі, у гміні Слупія Конецька Конецького повіту Свентокшиського воєводства.
Населення — 555 осіб (2011).
У 1975-1998 роках село належало до Келецького воєводства.

## Демографія
Демографічна структура на день 31 березня 2011 року:
|          | Загалом | Допрацездатний вік | Працездатний вік | Постпрацездатний вік |
| -------- | ------- | ------------------ | ---------------- | -------------------- |
| Чоловіки | 282     | 55                 | 192              | 35                   |
| Жінки    | 273     | 45                 | 147              | 81                   |
| Разом    | 555     | 100                | 339              | 116                  |